# Giuseppe de Felice Giuffrida

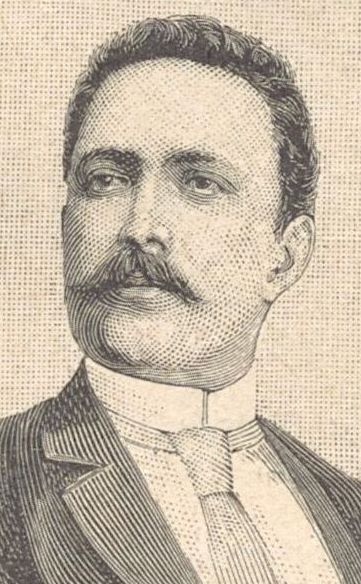
Giuseppe de Felice Giuffrida

Giuseppe de Felice Giuffrida (* 11. April 1859 in Catania; † 19. Juli 1920 ebenda) war ein sizilianischer Politiker und Journalist. Er gilt als einer der Gründer der Fasci siciliani, einer sozialistisch orientierten Volksbewegung. 

## Leben
Er wurde in Catania in einfachsten Verhältnissen geboren und verbrachte seine Kinderjahre in einem Kinderheim. Sein Vater wurde 1868 bei einem Raubüberfall von Carabinieri erschossen, während seine Mutter nach einem behördlichen Bericht „in unmoralischen Zuständen lebte“. Nach seiner Entlassung aus dem Kinderheim fand er Arbeit im Archiv der Stadtverwaltung. 1880 gründete er das politische Wochenmagazin Lo staffile („Die Peitsche“), dessen beständige Angriffe gegen städtische Behörden zur Kündigung seiner Stelle im Archiv führten. Zu seinem Lebensunterhalt übte er verschiedenste Tätigkeiten aus: er wurde Weinverkäufer, Vertreter von Nähmaschinen, Drucker und Tuba-Spieler. Gleichzeitig absolvierte er ein Rechtsstudium an der Universität Catania, arbeitete jedoch nie als Anwalt. Er hatte als 17-Jähriger geheiratet und in kurzer Zeit vier Töchter. Infolge seiner turbulenten Lebensweise brach seine Frau den Kontakt zu ihm ab, sein Liebesleben blieb in der Folge bewegt und recht ungeordnet.
1890 berief er den ersten Kongress von Arbeitervereinigungen in Sizilien ein, die Veranstaltung wurde jedoch auf Anweisung von Ministerpräsident Francesco Crispi verboten. Am 1. Mai 1891 gründete er in seiner Heimatstadt den ersten sizilianischen Arbeiterbund, dem in den nächsten zwei Jahren ähnliche Vereinigungen in Palermo sowie in weiteren Städten und Dörfern in Sizilien folgten. Für die Aufbauarbeit der Fasci unternahm er ausgedehnte Reisen durch Sizilien, oft in Begleitung seiner damals 14-jährigen Tochter Marietta, die mit ihren feurigen Reden die Massen zu begeistern wusste. Im November 1892 wurde er als einziger sizilianischer Sozialist als Abgeordneter des italienischen Parlaments gewählt.
Nach dem Rücktritt von Ministerpräsident Giovanni Giolitti im November 1893, Streiks und blutigen Auseinandersetzungen mit den Ordnungskräften rief Ministerpräsident Crispi am 4. Januar 1894 in ganz Sizilien den Ausnahmezustand aus. Am selben Tag wurde De Felice verhaftet und Ende Mai in einem Prozess in Palermo zu 18 Jahren Gefängnis verurteilt. Im März 1896 wurde er im Rahmen einer allgemeinen Amnestie vorzeitig entlassen und bei seiner Rückkehr nach Catania von Volksmassen stürmisch begrüßt. In seiner Zeit im Gefängnis wurde er zweimal als Abgeordneter wiedergewählt.
Im Frühjahr 1897 meldete er sich als Freiwilliger im Griechisch-Türkischen Krieg zur Befreiung von Kreta, gemeinsam mit seinem Genossen Nicola Barbato und dem Anarchisten Amilcare Cipriani. 1897 wurde er nochmals ins Parlament wiedergewählt und blieb Abgeordneter bis zu seinem Tod 1920.
Aufgrund von revolutionären Aktivitäten in Italien beschloss die konservative Regierung unter Luigi Pelloux am 30. Juni 1899 Maßnahmen zur Einschränkung der Pressefreiheit. Bei der folgenden Abstimmung kam es zu einem Aufruhr. De Felice, Leonida Bissolati und ein weiterer Abgeordneter warfen die Abstimmungsurne vom Tisch, das Parlament wurde für drei Monate geschlossen und die drei Aufrührer zur Verhaftung ausgeschrieben. De Felice setzte sich ins Ausland ab, bis er im Oktober 1899 begnadigt wurde. In dieser Zeit arbeitete er auch als Journalist und berichtete aus Paris für Avanti! und Il Secolo über den Dreyfus-Prozess. Ein Artikel über die Beziehungen zwischen der Mafia und den politischen Machthabern in Sizilien im Avanti! im Oktober 1900 führte zu einem Prozess wegen übler Nachrede, worauf er zu 13 Monaten Haft verurteilt wurde, von denen ihm sechs erlassen wurden.
1902 wurde er als erster sozialistischer Bürgermeister von Catania gewählt und behielt dieses Amt bis 1914. 1914 wurde er zum Präsidenten der Provinz Catania gewählt und blieb dies bis zu seinem Tod. 1912 trat er aus der Italienischen Sozialistischen Partei aus. Er befürwortete die italienische Invasion von Libyen und sah die Kolonisierung dieses Landes als einen Ausweg aus der Armut im südlichen Italien an. Er schloss sich der Sozialistischen Reformpartei von Ivanoe Bonomi und Leonida Bissolati an und meldete sich im Ersten Weltkrieg als Freiwilliger.
Als er am 19. Juli 1920 unerwartet starb, folgten dem Leichenzug in Catania etwa zweitausend Trauernde. Bei seinem Tod verfügte er nur über sechs Lire.
De Felice war ein umstrittener und charismatischer Anführer und ein begabter Redner, von einigen wird er als populistischer Demagoge angesehen.